# Bazilika svete Matere Božje Elevške, Nesebar
Cerkev Svete Matere Božje Elevške je nekdanja samostanska cerkev v mestu Nesebar v Bolgariji, ki je na Unescovem seznamu svetovne dediščine in je posvečena Blaženi Devici Mariji pod naslovom Eleusa, Ελεούσσα v bizantinski grščini ali " Razpis".
Cerkev na severni strani polotoka je bila zgrajena v 6. stoletju. V zgodovinskih virih se omenja vse do 14. stoletja, ko je bila del samostanskega kompleksa. Domneva se, da jo je uničil potres.
Severni del in osrednja ladja sta se pogreznila v morje, leta 1920 pa so se tukaj začela izkopavanja in raziskave, tako da je cerkev danes dobro ohranjena in delno obnovljena.
Ima tri ladje, tri apside in narteks, z dvema manjšima apsidama na severni in južni strani. Dolga je 28 m in široka 18 m.